# Вулиця Чигиринська (Львів)
Ву́лиця Чигиринська — вулиця в Шевченківському районі Львова, у місцевості Збоїща. Сполучає вулиці Збоїща та Грінченка. Початок нумерації будинків ведеться від вулиці Грінченка.
Прилучаються вулиці Ламана, Творча, Полунична та Полтв'яна.

## Історія та забудова
Вулиця виникла у складі селища Збоїща, не пізніше 1952 року отримала назву Івана Франка, на пошану видатного українського письменника, громадського діяча, філософа, науковця Івана Франка. Вже після приєднання Старих (у 1958 році) та Нових (у 1962 році) Збоїщ до Львова, то у відповідності з новою адміністративно-територіальною реформою тодішня вулиця Івана Франка у 1958 році отримала назву Чигиринська, на згадку про українське місто Чигирин.
На вулиці частково збереглася малоповерхова садибна забудова Збоїщ, непарна сторона вулиці забудована переважно житловими дев'ятиповерхівками 1980-х років. В будинку під № 17 від 1992 року міститься Львівський дошкільний навчальний заклад ясла-садок № 187 Львівської міської ради. Між житловим будинком (вул. Чигиринська, 31) та котеджним комплексом (вул. Полтв'яна, 34а, 34б, 34в, 34г, 34д, 34е) розташований паркувальний майданчик, який фактично перекриває середню частину вулиці Полтв'яної.